# Manato Shinada
Manato Shinada (født 19. september 1999) er en japansk fodboldspiller.
Han har spillet for flere forskellige klubber i sin karriere, herunder FC Tokyo.